# Justas Vincas Paleckis
Ne doit pas être confondu avec Justas Paleckis.
Justas Vincas Paleckis, né le 1er janvier 1942 à Kouïbychev, est un homme politique lituanien, membre du Parti social-démocrate lituanien (LSDP).

## Biographie
Fils du journaliste et homme politique Justas Paleckis, qui est président du présidium du Soviet suprême de la République socialiste soviétique de Lituanie de 1940 à 1967, il suit sa scolarité en Lituanie, où ses parents sont revenus après la fin de la Seconde Guerre mondiale. Il étudie le journalisme à l'université de Vilnius. Il poursuit ensuite une carrière de diplomate.
Lors des première élections européennes de 2004 à la suite de l'adhésion de la Lituanie à l'Union européenne, il est élu au Parlement européen et y est réélu en 2009. Il y siège au groupe du Parti socialiste européen, devenu en 2009 l'Alliance progressiste des socialistes et démocrates au Parlement européen.